# نورمان بيريمان
نورمان بيريمان (بالإنجليزية: Norm Berryman)‏ هو لاعب اتحاد الرغبي نيوزيلندي، ولد في 15 أبريل 1973 في ويلينغتون في نيوزيلندا، وتوفي في 22 يونيو 2015 في برث في أستراليا بسبب نوبة قلبية.

## وصلات خارجية
- نورمان بيريمان عل موقع إسبنسكروم (الإنجليزية)
- نورمان بيريمان على موقع ItsRugby.co.uk (الإنجليزية)